# Kalmansaari (ö i Södra Savolax, Pieksämäki)
Kalmansaari är en ö i Finland. Den ligger i sjön Syrjäjärvi och i kommunen Pieksämäki i den ekonomiska regionen  Pieksämäki ekonomiska region  och landskapet Södra Savolax, i den södra delen av landet, 270 km nordost om huvudstaden Helsingfors. Öns area är 0,4 hektar och dess största längd är 150 meter i nord-sydlig riktning.